# Movimento Socialista Militante
Il Movimento Socialista Militante è un partito politico mauriziano di orientamento socialista democratico fondato da Anerood Jugnauth l'8 aprile 1983.

## Risultati elettorali
| Elezione          | Seggi   |
| ----------------- | ------- |
| Parlamentari 1983 | 32 / 70 |
| Parlamentari 1987 | 44 / 70 |
| Parlamentari 1991 | 57 / 66 |
| Parlamentari 1995 | 0 / 66  |
| Parlamentari 2000 | 58 / 70 |
| Parlamentari 2005 | 24 / 69 |
| Parlamentari 2010 | 45 / 69 |
| Parlamentari 2014 | 37 / 69 |
| Parlamentari 2019 | 37 / 70 |